# Pseudasiphonaphis corni
Pseudasiphonaphis corni är en insektsart som först beskrevs av Tissot 1929.  Pseudasiphonaphis corni ingår i släktet Pseudasiphonaphis och familjen långrörsbladlöss. Inga underarter finns listade i Catalogue of Life.